# Шестизарядник
Шестизарядник (англ. Six Shooter) — короткометражний фільм 2004 року, написаний та знятий ірландським драматургом Мартіном Макдоною. У головній ролі Брендан Глісон. Фільм здобув декілька нагород, серед яких премія «Оскар» за найкращий ігровий короткометражний фільм.

## Сюжет
Це один день із життя пана Доннелі, наповнений жахливими смертями. У лікарні помирає його дружина, а втомлений лікар розповідає про синдром раптової дитячої смерті і хлопчика, який цієї ночі відстрелив голову власній матері. У поїзді додому в Дублін чоловікові трапляються незвичайні попутники — юнак із хуліганськими манерами та брудним лексиконом, а також чоловік та жінка, які цієї ночі втратили сина.
Упродовж декількох хвилин відбувається конфлікт між хлопцем та подружжям. Пізніше жінка накладає на себе руки, вистрибнувши з поїзда на ходу. Констебль, що прибув для розслідування, із запізненням з'ясовує, що цей юнак і є вбивцею власної матері з ранкової історії. Під час арешту хлопець починає стріляти в поліцію і помирає на очах пана Доннелі.
В епілозі сам пан Доннелі вирішує накласти на себе руки. У шестизаряднику залишаються два патрони, і він вирішує спочатку вбити кролика, який раптово опинився в полі зору. Однак невдовзі випадково впускає заряджений револьвер, і той стріляє. Шестизарядник порожній, і пан Доннелі не може накласти на себе руки. У фіналі він вигукує: «Який жахливий день!»

## У ролях
| Актор             | Роль             |
| ----------------- | ---------------- |
| Брендан Глісон    | пан Доннелі      |
| Руорі Конрой      | Юнак             |
| Девід Вілмот      | Чоловік          |
| Ешлінг О'Салліван | Жінка            |
| Гарі Лайдон       | Констебль        |
| Донал Глісон      | Продавець        |
| Девід Мюррей      | Лікар            |
| Тайг Конрой       | Юнак в дитинстві |
| Девід Пірс        | Коротун          |
| Енн МакФарлейн    | місіс Доннелі    |

## Нагороди
- У 2004 фільм переміг як найкращий короткометражний ірландський фільм на Міжнародному фестивалі фільмів у Корку, а також отримав приз як найкращий ірландський короткометражний фільм на фестивалі у Фойлі.
- У 2005 номінований на премію BAFTA Film Award.
- У 2006 році фільм здобув премію Оскар в номінації за найкращий ігровий короткометражний фільм.